# Parkinsonia raimondoi
Parkinsonia raimondoi é uma espécie vegetal da família Fabaceae.
Apenas pode ser encontrada na Somália.
Está ameaçada por perda de habitat.